# Blåstrupig solfågel
Blåstrupig solfågel (Cyanomitra cyanolaema) är en fågel i familjen solfåglar inom ordningen tättingar.

## Utseende och läte
Blåstrupig solfågel är en stor och mörk solfågel med lång näbb. Hanen har en glittrande blå fläck på panna och strupe, men detta kan vara svårt att se i dåligt ljus. De karakteristiska gula fjädertofsarna vid skuldrorna hålls ofta dålda. Honan är färglös men har ett distinkt vitstrimmigt ansikte. Lätet består av en snabb fallande serie med ett antal ljusa toner.

## Utbredning och systematik
Blåstrupig solfågel delas upp i tre underarter med följande utbredning:
- C. c. magnirostrata – Sierra Leone och Liberia till Elfenbenskusten, Ghana och Togo
- C. c. octaviae – Nigeria och Kamerun till Angola, Uganda och västra Kenya
- C. c. cyanolaema – ön Bioko i Guineabukten

## Levnadssätt
Blåstrupig solfågel hittas i regnskog i låglänta områden och lägre bergstrakter. Där ses den mestadels i trädkronorna.

## Status
Arten har ett stort utbredningsområde och beståndet anses stabilt. Internationella naturvårdsunionen IUCN listar den därför som livskraftig (LC).